# San Roque (Córdoba)

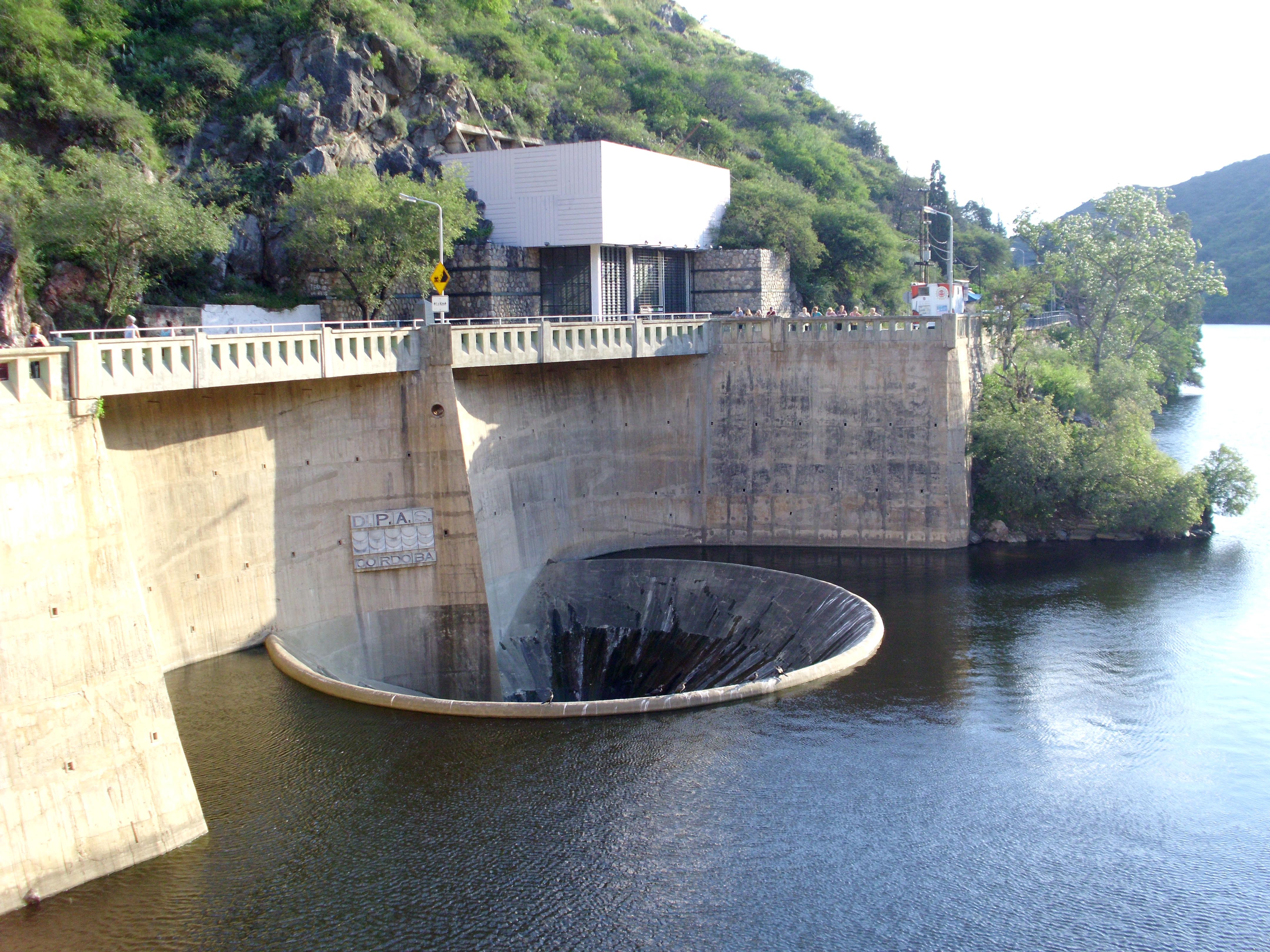
Vertedero (el "Embudo") del dique San Roque. Un atractivo de la localidad.

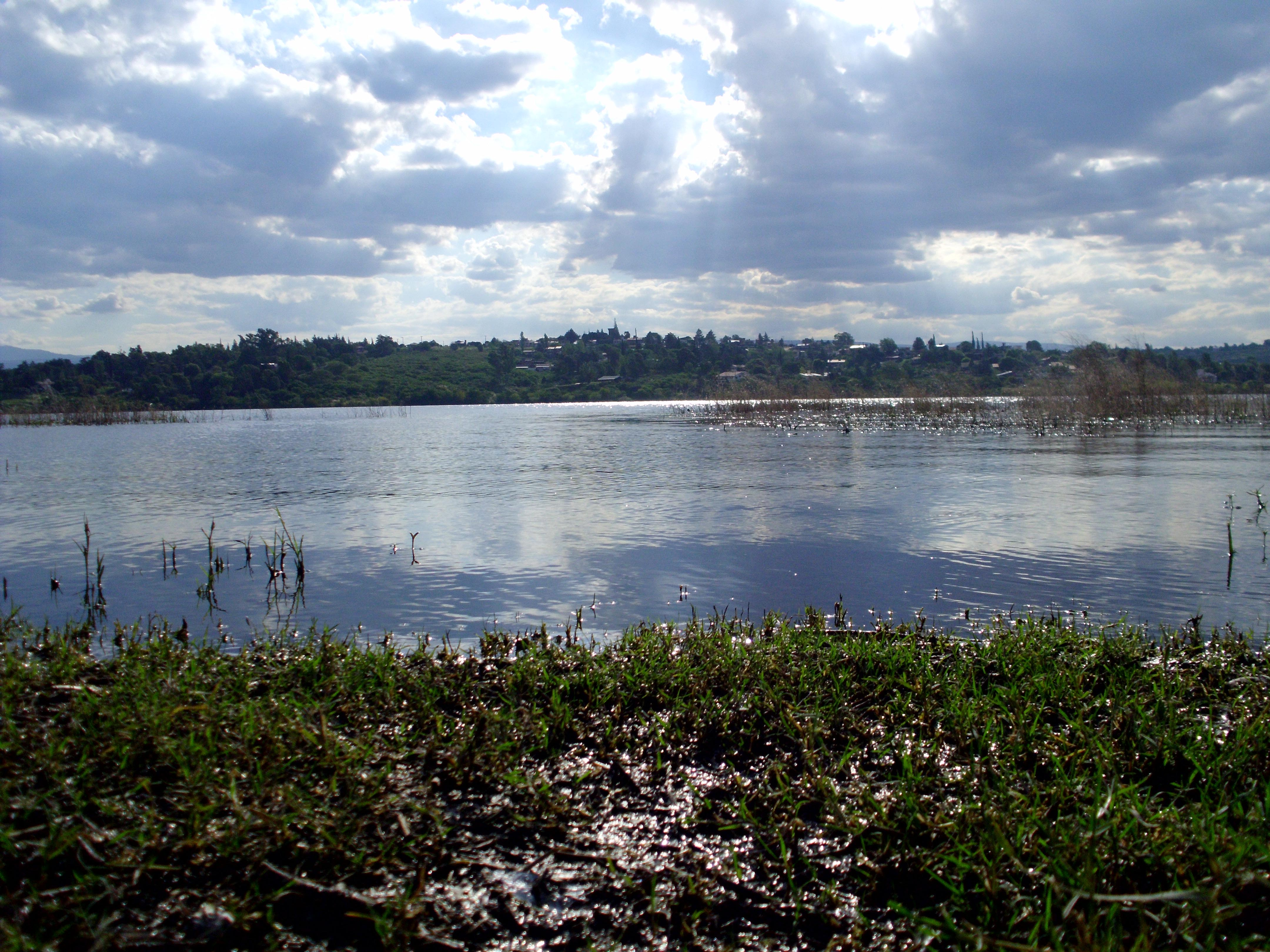
Costa del lago San Roque, en la localidad homónima.

San Roque es una localidad del Departamento Punilla, provincia de Córdoba, Argentina, ubicada en el Valle de Punilla, al pie de la Sierra Chica y junto al Lago San Roque.
Se encuentra 4 km al sur de la localidad de Bialet Massé, por la ruta provincial E-55 y el ferrocarril (Tren de las Sierras) que la comunican con el resto del Valle y la capital provincial. Dista 11 km de la cabecera departamental (Cosquín) y 39 km de la ciudad de Córdoba.
San Roque nació en el año 1886 con motivo de la instalación de los obradores para la construcción del dique, en terrenos de la Estancia Santa Leocadia, de propiedad de Pedro Lucas Cabanillas, donde en 1860 se había erigido la capilla San Roque.
En predios de la comuna de San Roque, junto al lago, se encuentra un Monolito que es el pedestal de un inconcluso monumento en homenaje a Cristóbal Colón, una obra dispuesta por el gobierno provincial en 1892 y que nunca se terminó.
En las proximidades del frustrado monumento se creó en el año 2000 la plaza Federal, con un semicírculo de mástiles con banderas de todas las provincias argentinas en torno a la Bandera Nacional; que permite vistas panorámicas del lago y constituye un símbolo de la localidad.
Desde 2005 hasta la edición 2010 el festival Cosquín Rock se trasladó a la Comuna de San Roque, donde tiene un predio amplio y adecuado al pie de la sierra.

## Geografía
San Roque se encuentra ubicada a 653 metros sobre el nivel del mar[cita requerida]. El núcleo urbano posee terrenos llanos que limitan con la costa del lago San Roque en el Oeste, mientras que al Este llegan hasta el pie de las Sierras Chicas.

### Población
Su población, de acuerdo al anterior censo nacional, ascendía a 1,126 habitantes (Indec, 2010), reflejando un importante crecimiento respecto a los 832 habitantes (Indec, 2001) censados en el censo anterior. El número de viviendas computadas en ese censo fue de 477, por tratarse de una localidad turística, con muchas casas de fin de semana.
En razón de integrar una urbanización lineal que se desarrolla prácticamente a todo lo largo del Valle de Punilla, el INDEC la considera parte integrante de la conurbación Cosquín - Santa María de Punilla - Bialet Massé. La conurbación con Bialet Massé se realiza a través de las antiguas localidades (hoy barrios) de Cassafousth y Doctor Enrique Zárate.
El censo provincial de población de 2008, que incluye la población rural, registró 1052 pobladores, un 157,21 % más que en el anterior censo provincial de 1996, cuando tenía 409 moradores, con lo cual constituye una de las localidades que ha crecido a un ritmo más sostenido (13,1 % anual).
| Gráfica de evolución demográfica de San Roque entre 1991 y 2010 |
|                                                                 |
| Fuente: censos nacionales del INDEC                             |

### Clima
La localidad de San Roque cuenta con un clima mediterráneo templado. Los inviernos tienen corta duración, con presencia de algunas heladas, mientras que los veranos son calurosos. La mayor parte de las precipitaciones ocurren durante la estación de verano. El clima, de cierto modo, se ve influenciado por la presencia del Lago San Roque.

### Sismicidad
La sismicidad de la región de Córdoba es frecuente y de intensidad baja, y un silencio sísmico de terremotos medios a graves cada 30 años en áreas aleatorias. Sus últimas expresiones se produjeron:
- 22 de septiembre de 1908 (116 años), a las 17.00 UTC-3, con 6,5 Richter, escala de Mercalli VII; ubicación 30°30′0″S 64°30′0″O / -30.50000, -64.50000; profundidad: 100 km; produjo daños en Deán Funes, Cruz del Eje y Soto, provincia de Córdoba, y en el sur de las provincias de Santiago del Estero, La Rioja y Catamarca[4]

- 16 de enero de 1947 (78 años), a las 2.37 UTC-3, con una magnitud aproximadamente de 5,5 en la escala de Richter (terremoto de Córdoba de 1947)[3]

- 28 de marzo de 1955 (69 años), a las 6.20 UTC-3 con 6,9 Richter: además de la gravedad física del fenómeno se unió el desconocimiento absoluto de la población a estos eventos recurrentes (terremoto de Villa Giardino de 1955)

- 7 de septiembre de 2004 (20 años), a las 8.53 UTC-3 con 4,1 Richter

- 25 de diciembre de 2009 (15 años), a las 21.42 UTC-3 con 4,0 Richter

## Economía
La mayor parte de los ingresos de la comuna se obtienen gracias al turismo. El lugar, debido a su cercanía con la ciudad de Córdoba, es uno de los preferidos por las personas durante los fines de semana. La plaza federal, los clubes de pesca y sus costas atraen a turistas en busca de deportes náuticos o simplemente de relax. Los mayores establecimientos que generan ingresos a la localidad son el complejo del MAS (Ministerio De Acción Social), y el complejo SUE (Sociedad Unión Eléctrica), y los diferentes clubes de pesca que se ubican en las costas.

## Puntos de interés

### Plaza Federal
La plaza federal, es una construcción ubicada sobre la ruta provincial E-55, en la costa del Lago San Roque. El lugar posee una explanada con bancos y fuentes decorativas, y a sus márgenes, dos torres comunicadas entre sí por una pasarela, las cuales cumplen la función de mirador. Desde aquí se obtienen bellas vistas panorámicas del lago, de la ciudad de Villa Carlos Paz, de Villa Parque Síquiman y de las sierras en todo su esplendor. Como elementos principales se destacan un mástil donde flamea una bandera argentina de colosales proporciones, y a sus lados, de menor tamaño, las banderas de todas y cada una de las provincias argentinas. En el lugar existen puestos de comidas como choripanes y panchos (hot dogs).

### Monolito
Este monolito inconcluso es todo un emblema del lugar. Se trata de un monumento a Cristóbal Colón. Aunque sólo se observa el pie y plataforma del mismo, ya que la estatua, que fue construida en España, nunca llegó. El monolito es un lugar concurrido los fines de semana por personas que buscan pasar la tarde tomando mate a orillas del lago. Se encuentra ubicado en el lado sur de la plaza Federal. Cerca de allí también es posible encontrar una calle pequeña que es utilizada como rampa para acceder botes o motos de agua al lago.

### Paredón Del Dique
El paredón o murallón que forma el Dique San Roque, se encuentra en esta localidad. Se accede por la ruta E-55 que cruza al mismo. El paredón es famoso entre otras cosas por su vertedero, el cual cuando es rebalsado brinda un espectáculo de agua, espuma y vapor que es muy fotografiado. A sus márgenes se encuentran diversos puestos de artesanías, piedras preciosas, artículos regionales y suvenires. En el sector Oeste del murallón se encuentran los célebres puestos de choripanes, que atraen a quienes pasan por el lugar.

### Clubes De Pesca
Los clubes de pesca se ubican en las costas del lago, en el vecindario de Cassaffousth, 1 kilómetro al oeste del murallón del dique. Allí se practican deportes náuticos, se alquilan embarcaciones, y proveen de servicios como asadores y baños a los miembros visitantes. En sus cercanías existe un puesto de venta de pescado fresco extraído del lago, como así también una parrilla restaurante donde comer.

## Cultura

### Música
La comuna tiene una estrecha relación con la música, especialmente con los eventos de verano. Entre los años de 2005 y 2010, la localidad albergó al mayor festival de rock del país, el Cosquín Rock. El lugar utilizado era un amplio predio ubicado al pie de la sierra, a pocos metros de la plaza Federal. Debido a conflictos con algunos residentes, se decidió trasladar el festival a la localidad de Santa María de Punilla. Durante dicha época, algunas calles del lugar fueron bautizadas con nombres de bandas de rock nacionales.
Actualmente durante los meses de verano, suelen realizarse algunas fiestas electrónicas con la participación de DJ's. La más famosa de todas tuvo lugar en enero de 2012, donde participó el famoso DJ David Guetta.

### Deportes
Las costas sobre el Lago San Roque permiten realizar deportes náuticos. Existen en la localidad varios clubes de pesca, en los cuales es posible alquilar pequeños botes y canóas. También se podrán encontrar numerosas rampas para ingresar lanchas o jetskis al lago.
En las sierras existen senderos para practicar mountain bike y senderismo. Un sendero de ellos suele utilizarse para competencia de moto cross.

### Medios de comunicación
San Roque no cuenta con medios locales. Aunque sí se sintonizan emisoras AM y FM provenientes de Villa Carlos Paz, Cosquín, Bialet Massé y Córdoba. En cuanto a televisión, es posible acceder a canales de Córdoba Capital gracias a la TDT y la televisión análoga. La TV de paga es provista de manera satelital.
Sin embargo en lo que se refiere a prensa escrita, el Periódico La Montaña de Punilla cubre en forma permanente lo que en este lugar ocurre.

## Transporte
La Cooperativa La Calera cubre la localidad con frecuencias aproximadas cada media hora. Mientras que Empresa Sarmiento posee sólo un servicio diario en cada dirección. Los pasajes se abonan con efectivo al conductor.
No existe estación de buses, pero sí numerosas paradas a lo largo de la Ruta Provincial E-55, incluso una de ellas a metros del paredón del Dique San Roque.
Cuenta con la estación ferroviaria operada por el Tren de las Sierras.
| Autobuses             | Autobuses                          | Autobuses |
| empresa               | línea                              | destinos |
| --------------------- | ---------------------------------- | --- |
| Cooperativa La Calera | Córdoba-Cosquín por E55            | Córdoba, La Calera, Bialet Massé, Santa María de Punilla, Cosquín.                                                                    |
| Cooperativa La Calera | Córdoba-La Falda por E55           | Córdoba, La Calera, Bialet Massé, Cosquín, Casa Grande, Valle Hermoso, La Falda.                                                      |
| Cooperativa La Calera | Córdoba-Cosquín por variante       | Córdoba, Bialet Massé, Santa María De Punilla, Cosquín.                                                                               |
| Cooperativa La Calera | Córdoba-La Falda por variante      | Córdoba, Bialet Massé, Cosquín, Casa Grande, Valle Hermoso, La Falda.                                                                 |
| Empresa Sarmiento     | Córdoba-Cruz Del Eje por San Roque | Córdoba, Bialet Massé, Cosquín, Casa Grande, Valle Hermoso, La Falda, La Cumbre, Capilla Del Monte, San Marcos Sierras, Cruz Del Eje. |

| Ferrocarril         | Ferrocarril                                                                  |
| línea               | destinos                                                                     |
| ------------------- | ---------------------------------------------------------------------------- |
| Tren De Las Sierras | Córdoba, Dumesnil, La Calera, Bialet Massé, Santa María de Punilla, Cosquín. |

## Servicios públicos y utilidades
El agua potable de la localidad es provista por la comuna, y extraída en su mayor parte de pequeños pozos y arroyos de la montaña. En las laderas se encuentran los tanques o reservorios que abastecen a la comuna.  La energía eléctrica es provista por la empresa EPEC. No existe gas natural en el lugar.